# Marcello Mimmi
Marcello Mimmi (Castel San Pietro Terme, 18 luglio 1882 – Roma, 6 marzo 1961) è stato un cardinale e arcivescovo cattolico italiano.

## Biografia
Nacque a Poggio Piccolo di Castel San Pietro, in provincia e arcidiocesi di Bologna, il 18 luglio 1882.

### Ministero sacerdotale
Ordinato presbitero a Bologna il 23 dicembre 1905, fu assegnato alla parrocchia di San Martino. Nel corso della prima guerra mondiale, nel luglio 1916 indossò la divisa militare e venne assegnato a Servigliano, per attendere all'assistenza spirituale dei prigionieri di guerra. Congedato dall'esercito, nel gennaio 1919 fu nominato da papa Benedetto XV rettore del seminario Regionale Flaminio di Bologna.

### Ministero episcopale e cardinalato
Nominato vescovo di Crema il 30 giugno 1930, ricevette l'ordinazione episcopale il 25 luglio 1930 dal cardinale Giovanni Battista Nasalli Rocca di Corneliano, co-consacranti i vescovi Ettore Lodi e Giovanni Pranzini. Il 14 settembre seguente prese possesso della diocesi.
Si meritò l'appellativo di "vescovo dei poveri", per la particolare sensibilità dimostrata verso i meno abbienti, tanto che, lasciando Crema, donò ai poveri il proprio anello episcopale.
A partire dal 15 settembre 1930, e fino alla sua morte avvenuta nel 1961, Marcello Mimmi ebbe sempre accanto, come fedele segretario e cameriere personale, Ivo Melloni, che egli aveva conosciuto a Bologna nel 1927. Molte notizie sul Cardinal Mimmi sono desunte dai diari che Ivo Melloni tenne fino alla sua morte nel 1980. 
Il 31 luglio 1933 Marcello Mimmi fu nominato arcivescovo metropolita di Bari e Canosa.
Durante il ventennale episcopato barese, accrebbe il numero delle parrocchie, intensificò l'assistenza morale e l'istruzione religiosa della popolazione, svolse corsi di missioni, indisse congressi eucaristici e settimane per i giovani, per le donne e per gli uomini. Convinto sostenitore dell'azione ecumenica della Chiesa, ospitò a Bari la settimana "Pro Oriente cristiano", per cui fu nominato vice presidente dell'Azione Cattolica Italiana per l'Oriente cristiano.
Durante la Fiera del Levante del 1935, ospitò la XIII Settimana di studi missionari. Promosse la fondazione del patronato ACLI, dell'Opera Nazionale Assistenza Religiosa Morale Operai (ONARMO), dell'ACAI, del Centro Italiano Femminile (CIF) e di altre istituzioni a carattere sociale e assistenziale. Fu molto vicino all'attività della FUCI.
Il 30 agosto 1952 fu nominato arcivescovo metropolita di Napoli.
Papa Pio XII lo elevò al rango di cardinale nel concistoro del 12 gennaio 1953.
Il 15 dicembre 1957 fu chiamato a reggere la Sacra congregazione concistoriale. Il 9 giugno 1958 fu nominato cardinale vescovo di Sabina e Poggio Mirteto con vescovo ausiliare Jolando Nuzzi.
Partecipò al conclave del 1958 che elesse papa Giovanni XXIII.
Morì il 6 marzo 1961 all'età di 78 anni.
Le sue spoglie riposano nella concattedrale di Magliano Sabina.

## Genealogia episcopale e successione apostolica
La genealogia episcopale è:
- Cardinale Scipione Rebiba
- Cardinale Giulio Antonio Santori
- Cardinale Girolamo Bernerio, O.P.
- Arcivescovo Galeazzo Sanvitale
- Cardinale Ludovico Ludovisi
- Cardinale Luigi Caetani
- Cardinale Ulderico Carpegna
- Cardinale Paluzzo Paluzzi Altieri degli Albertoni
- Papa Benedetto XIII
- Papa Benedetto XIV
- Cardinale Enrico Enriquez
- Arcivescovo Manuel Quintano Bonifaz
- Cardinale Buenaventura Córdoba Espinosa de la Cerda
- Cardinale Giuseppe Maria Doria Pamphilj
- Papa Pio VIII
- Papa Pio IX
- Cardinale Alessandro Franchi
- Cardinale Giovanni Simeoni
- Cardinale Vincenzo Vannutelli
- Cardinale Giovanni Battista Nasalli Rocca di Corneliano
- Cardinale Marcello Mimmi

La successione apostolica è:
- Vescovo Gregorio Falconieri (1935)
- Arcivescovo Giacomo Palombella (1946)
- Vescovo Luigi Rinaldi (1956)
- Vescovo Vittorio Longo (1956)
- Vescovo Antonio Pirotto (1958)
- Vescovo Paolo Savino (1959)
- Vescovo Jolando Nuzzi (1959)
- Vescovo Ferdinando Baldelli (1959)
- Vescovo Renato Luisi (1960)
- Arcivescovo Raffaele Pellecchia (1960)
- Vescovo Alberto Scola (1960)